# Campoplex angustator
Campoplex angustator là một loài tò vò trong họ Ichneumonidae.